# Main-Echo
Das Main-Echo ist die größte Tageszeitung am Bayerischen Untermain und wird herausgegeben von der Verlag und Druckerei Main-Echo GmbH & Co. KG. Firmensitz des mittelständischen Familienunternehmens mit rund 300 Mitarbeiterinnen und Mitarbeitern ist Aschaffenburg. Angegliedert sind fünf Redaktionsstandorte und sechs Service-Stellen, verteilt über das Mainviereck. Online tritt das Medienhaus unter www.main-echo.de auf. Der Verlag sieht sich als modernes Medien- und Dienstleistungsunternehmen mit den Tochtergesellschaften Main-Netz Media GmbH, msu (Medienservice Untermain) und MainbriefLogistik GmbH. 

## Verbreitung
Das Verbreitungsgebiet erstreckt sich über die Stadt und den Landkreis Aschaffenburg, den Landkreis Miltenberg, den Landkreis Main-Spessart und angrenzende Gebiete in Südhessen und Nordbaden mit den Städten Wertheim und Freudenberg, umfasst also Gebiete in drei Bundesländern. Die Tageszeitung erscheint in acht Ausgaben – darunter die Titel Bote vom Untermain, Lohrer Echo und Wertheimer Zeitung.

## Auflage
Das Main-Echo hat, wie die meisten deutschen Tageszeitungen, seit den 2000er Jahren an Auflage eingebüßt. Die verkaufte Auflage beträgt 52.823 Exemplare, ein Minus von 41 Prozent seit 1998. Davon sind 5.953 verkaufte E-Paper-Ausgaben. Der Anteil der Abonnements an der verkauften Auflage liegt bei 90,4 Prozent.
| 1998  | 1999  | 2000  | 2001  | 2002  | 2003  | 2004  | 2005  | 2006  | 2007  | 2008  | 2009  | 2010  | 2011  | 2012  | 2013  | 2014  | 2015  | 2016  | 2017  | 2018  | 2019  | 2020  | 2021  | 2022  | 2023  | 2024  |
| ----- | ----- | ----- | ----- | ----- | ----- | ----- | ----- | ----- | ----- | ----- | ----- | ----- | ----- | ----- | ----- | ----- | ----- | ----- | ----- | ----- | ----- | ----- | ----- | ----- | ----- | ----- |
| 89577 | 89338 | 88642 | 88599 | 88279 | 87436 | 86205 | 85482 | 84789 | 83038 | 81644 | 80032 | 78229 | 76700 | 76235 | 74968 | 73124 | 71234 | 69751 | 68225 | 66636 | 64543 | 63502 | 61609 | 58593 | 55660 | 52823 |

## Publikationen und Medien
Zu den Veröffentlichungen des Medienhauses Main-Echo zählen Print-Publikationen und Digitalangebote.

### Printmedien
- In gedruckter Form sowie als E-Paper erscheinen sechsmal in der Woche die acht Zeitungsausgaben Main-Echo Stadt und Landkreis Aschaffenburg, Alzenau, Main-Echo Obernburg, Bote vom Untermain, Main-Echo Marktheidenfeld, Lohrer Echo und Wertheimer Zeitung. Seit Oktober 2018 beinhaltet das Main-Echo freitags die Beilage Unser Echo, die eng mit dem Online-Portal  www.main-echo.de verbunden ist. Hier erhalten Vereine und Schulen die kostenfreie Möglichkeit, ihre Aktivitäten in Wort und Bild darzustellen.
- Das wöchentlich, gewöhnlich donnerstags erscheinende Anzeigenblatt TOPSHOP liegt den Tageszeitungs-Ausgaben bei und wird mit einer Auflage von über 235.000 Exemplaren darüber hinaus an Haushalte im Mainviereck verteilt. In sechs Lokalausgaben berichtet der TOPSHOP über verbraucherrelevante Themen inklusive der wöchentlich erscheinenden Ausdauersport-Kolumne der Chefredaktion »Bewegt« sowie einem von der Redaktion verfassten »autotest«, beides auch als Dossiers unter www.main-echo.de auf- und abrufbar.
- Die Zeitschrift Spessart beschreibt jeden Monat in rund 3.000 Exemplaren Besonderheit und Historie dieser Kulturlandschaft. Das Main-Echo hat den Titel, der bereits 1906 zur Förderung des Tourismus gegründet worden war, 1950 übernommen. Seit 2015 in neuer Optik, erhält das im DIN-A4-Format erscheinende Magazin fachkundige Beiträge zu den Themen Geschichte, Kultur und Natur, stellt Menschen und Orte vor, präsentiert Wanderrouten, Ausflugstipps und bringt Neuigkeiten aus dem Verein Spessartbund.
- Das Main-Echo ist seit 2016 Herausgeber des zehnmal im Jahr erscheinenden kostenlosen Familienmagazins »Mami, Papi & ich«, das an vielen Stellen im Mainviereck verteilt wird.
- Seit 2021 bringt das Medienhaus jeweils im September den »MAINazubiBerater« heraus. In einer Auflage von 20.000 Exemplaren und online unter main-azubiberater.de wendet er sich mit Informationen, Terminen und Tipps rund um Ausbildung und Ausbildungsberufe an Schülerinnen und Schüler der Abschluss- und Vorabschlussklassen. Er wird an alle entsprechenden Schulen verteilt und liegt an ausgewählten Stellen im Verbreitungsgebiet aus.
- Einmal im Monat kommt das »Löhrer Blättle« als Anzeigensonderveröffentlichung für Stadt und Region Lohr am Main heraus.
- Gemeinsam mit Partnern erscheinen im Main-Echo-Verlag weitere Print-Titel, zum Beispiel die Seniorenzeitschrift der Stadt Aschaffenburg »Schlaue Graue«, die Zeitschrift des Klinikums Aschaffenburg-Alzenau »Unser Klinikum«, das Programmheft des »Hofgarten Kabarett« Aschaffenburg, die Monatszeitschrift der IHK Aschaffenburg »Wirtschaft am bayerischen Untermain«, die Zeitung des Landratsamts Aschaffenburg »Buntspecht«, die Stadionzeitung des FC Bayern Alzenau 1920 e. V. »Attacke« sowie das Programmheft des Musikclubs Beavers in Erlenbach a.Main.

### Digitalmedien
Das gesamte digitale Angebot findet sich im Portal www.main-echo.de sowie in der Main-Echo App. Über die Main-Echo App können sich Nutzerinnen und Nutzer über Nachrichten aus der Region und der Welt informieren sowie die Inhalte nach Themen und Orten individualisieren. Am Vorabend des jeweiligen Erscheinungstages der Tageszeitung können Abonnenten mit der E-Paper-App sämtliche Ausgaben der Tageszeitung lesen. Digitale Rubrikenmärkte finden sich unter jobs.main-echo.de (Stellenangebote), main-kick.de (Main-Echo Fußballportal), trauer.main-echo.de (Traueranzeigen) sowie immo.main-echo.de (Immobilienangebote). 

#### E-Mail-Newsletter
Das Medienhaus gibt diverse E-Mail-Newsletter heraus:
- Täglicher Newsletter der Chefredaktion vor den jeweiligen Erscheinungstagen, der regionale und politische Top-News einordnet und kommentiert.
- Blaulicht-Newsletter mit den meistgelesenen Nachrichten aus den Bereichen Polizei- und Feuerwehreinsätze.
- Wöchentliche Zusammenstellung der Top-Meldungen aus den Gebieten Miltenberg, Main-Spessart und Main-Tauber.
- Mittagstisch – wöchentliche Empfehlungen der örtlichen Gastronomie

## Geschichte
Die erste Ausgabe des Main-Echo erschien am 24. November 1945.
Die amerikanische Militärverwaltung hatte nach dem Ende des Dritten Reiches dem Chefredakteur August Gräf und Jean Stock die Lizenz erteilt, eine demokratische Zeitung für den Untermain herauszugeben.
Das Unternehmen leiten in der dritten Generation die Nachfahren von Wilhelm Engelhard, der 1946 einen Lizenzanteil erwarb und die Firma über fast vier Jahrzehnte formte und erweiterte.

## Tochterunternehmen
Zum Unternehmensverbund der Verlagsgesellschaft gehören MSU Medien-Service Untermain, der ZSU Zustell-Service Untermain und Main-Netz Media.